# 820

820(팔백이십)은 819보다 크고 821보다 작은 자연수다.

## 수학
- 합성수로, 그 약수는 총 12개다. (1, 2, 4, 5, 10, 20, 41, 82, 164, 205, 410, 820)
  - 820의 진약수의 합은 944이므로, 820은 과잉수다.
- 40번째 삼각수다. 앞의 삼각수는 780, 다음은 861이다.
- 10번째 이십각수이자, 가장 큰 세 자리 이십각수다. 앞의 이십각수는 657, 다음은 1001이다.
- {\displaystyle 820=6^{2}+28^{2}=12^{2}+26^{2}}
  - 서로 다른 두 자연수의 제곱합으로 나타내는 방법이 두 가지인 수이며, 연속하는 두 완전수(6, 28)의 제곱합이다.
- {\displaystyle 3^{8}-1}은 820으로 나누어떨어진다.

## 과학
- NGC 820(영어판): 양자리 방향에 있는 나선은하.

## 교통

### 항공
- 바리그 820편 추락 사고(영어판)

### 철도
- 수도권 전철 8호선 복정역의 역번호.

### 도로
- 820번 지방도: 전라남도 무안군 삼향읍 임성리에서 장흥군 장평면 봉림리까지 이어지는 대한민국의 지방도.
- 820번 홋카이도도(일본어판)

## 군사
- 820 해군 항공대(영어판): 영국의 해군 항공대.

## 문화유산
- 대한민국의 보물 제820호: 덕수궁 함녕전

## 기타
- 날짜: 8월 20일
- 연도: 820년, 기원전 820년
- 820년대
- 820 올리브(영어판)
- 820 피프스 애비뉴(영어판)
- 한국십진분류법에서 중국 문학에 관한 책들이 분류되는 번호.